# Asócio III Bagratúnio
Asócio III Bagratúnio (em latim: Asotius; em grego: Ασώτιος; romaniz.: Asṓtios; em armênio: Աշոտ; romaniz.: Ašot), foi príncipe da Armênia entre 732 e 745.[carece de fontes?]

## Nome
Asócio (Asotius; Ασώτιος, Asṓtios) é a forma latina e grega do armênio Axote (Աշոտ, Ašot), cuja origem é desconhecida. Foi registrado em árabe como Axote (آشُوط, ʔāšūṭ) e em georgiano como Axote / Axoti (აშოტ(ი), Ašoṭ(i)).

## Biografia

Mapa da Arménia feudal no ano 1000.

Filho de Vasaces Bagratúnio, Asócio Bagratúnio III sucedeu Simbácio VI Bagratúnio, que é, provavelmente, o irmão mais velho de seu pai. Simbácio tinha um filho, mas provavelmente eram muito jovem para garantir os mandamentos, em um momento em que o Armênia estava dividida entre o bizantino e o Islamismo. Em 732, o califa omíada Hixame ibne Abedal Maleque o nomeou príncipe da Arménia, mas ele teve que enfrentar a revoltas do filho de Simbácio Bagratúnio, que reivindicou as propriedades de seu pai e irmãos Davi e Gregório II Mamicônio.
Gregório Mamicônio foi nomeado príncipe da Arménia em 745,[carece de fontes?] mas com a ajuda do califa, Asócio encontrou exílio em 746 no Iêmen. No entanto, ele voltou para a Armênia em 748 e capturou David Mamicônio, o assassinando, mas Gregório revida e captura Asócio, arrancando-lhe seus olhos. Pouco depois, em 750, os califas omíadas são derrubados e mortos pelos abássidas e Asócio que também estava comprometido com os omíadas se desgraça novamente, seu título de "Príncipe da Armênia" lhe é retirado e deixado para outras casas feudais da Armênia.
Isaque III Bagratúnio, Senhor de Taraunitis, seu primo de primeiro grau e filho de Pancrácio, se tornou um nacarar da casa Bagrátida depois de sua cegueira. Isaac foi nomeado príncipe da Armênia 754/755-761.